# Gran Israel

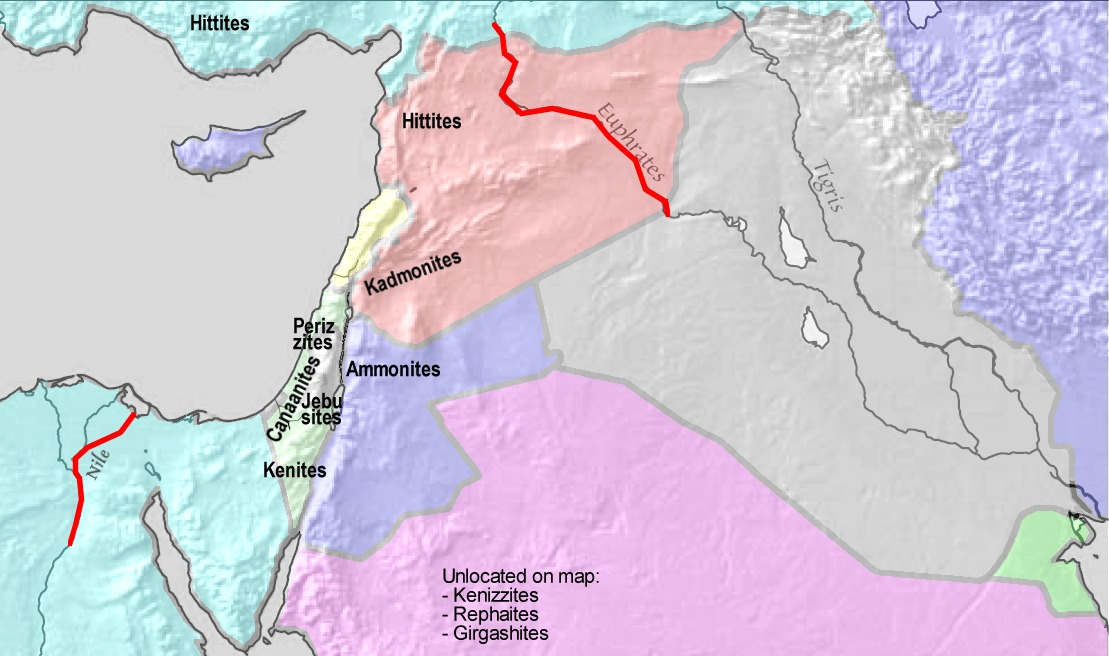
Els límits de la Terra d'Israel definits per Gènesi 15:18–21

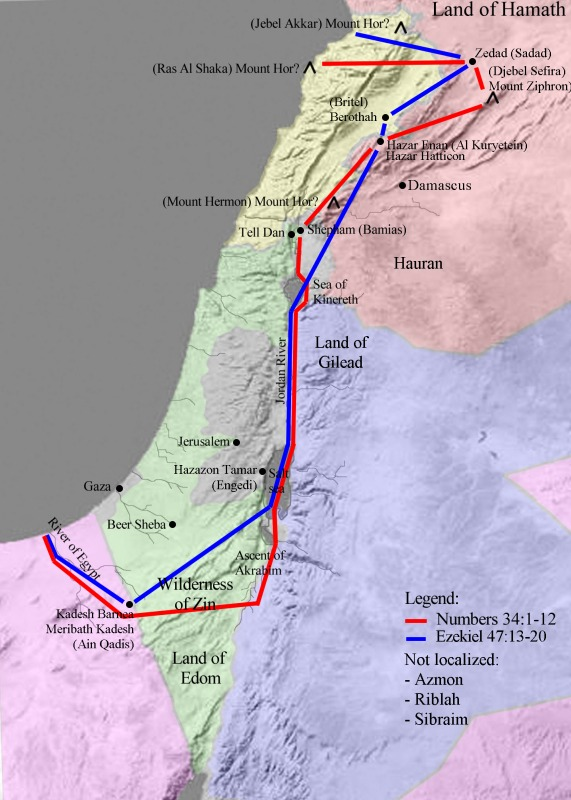
Els límits de la Terra d'Israel definits per Ezequiel (línia blava) i en la Torà (línia vermella).

El Gran Israel (hebreu: ארץ ישראל השלמה‎ : , Eretz Yisrael Hashlemah és un terme irredemptista que busca restaurar els límits històrics i bíblics de la Terra d'Israel. L'objectiu dels nacionalistes israelians és restaurar els límits de l'Israel bíblic. Està en el llibre de Gènesi 15:18–21, que descriu l'aliança entre Déu i Abraham.
El terme genera polèmiques de major expressió a causa dels diversos significats bíblics i polítics al llarg del temps.Actualment, la definició més comuna de les terres englobades pel terme és el territori de l'Estat d'Israel, juntament amb els Territoris Palestins. Altres definicions anteriors, afavorides pel sionisme revisionista, inclou el territori de l'antic Mandat britànic de Palestina (amb la Transjordània, que es va desenvolupar independentment després de 1923). Altres usos religiosos es refereixen a una de les definicions de la bíblica Terra d'Israel trobada en Gènesi 15,18–21, Deuteronomi 11:24, Deuteronomi 1:7, Llibre dels Nombres 34:1–15 o Ezequiel 47:13–20. Els ultranacionalistes israelians fan servir aquest concepte per justificar les guerres araboisraelianes i l'ocupació dels territoris de Cisjordània, la Franja de Gaza i els Alts del Golan